# Национални парк Алханај
Национални парк Алханај (рус. Национальный парк Алханай) је један од националних паркова Русије. Основан је 15. маја 1999. године декретом Владе Руске Федерације, због заштите и проучавања подручја. Национални парк обухвата подручје светог места монголског народа Бурјати.. 
Парк се налази у Дулдуринском рејону, Забајкалској Покрајини, у источном делу Сибира, а његово седиште је у селу Дулдурга. Удаљен је око 482 км од западне границе Русије са Монголијом.

## Историја
Пре него што је основан национални парк, на овом подручју изведене су еколошке студије, које је радила организација Забајлалски центар, ради нових сазнања и почетка очувања флоре и фауна овог подручја. Одређена је природна, историјска и културна процена територије ради успостављања њене заштите.

## Клима и екорегион
Парк се налази у Забајкалској Покрајини и кроз њега тече река Онон. Природне одлике Алханаја имају посебну еколошку и историјску вредност. Парк обухвата шумовите планинске врхове, стрме кањоне са потоцима и водопадима, као и просторе равница на југу. На простору парка налази се неколико језера и извора који су богати калцијум-карбонатом. Парком доминирају ливаде, пашњаци и саване.
На подручју парка делује субполарна клима. Зиме су хладне, али без већих падавина, а снежни покривач обухвати само делове парка на највишим надморским висинама. Лета су кратка и релативно хладна. Средње тепемратуре крећу се од -24.7°C у јануару до 17,3°C током јула. Просечне годишње падавине износе 368 мм.
Регион који обухвата парк описан је као море трава и он је прави пример нетакнутог степског екосистема.
У оквиру парка налази се 37 речних токова који чине слив реке Илија, притоке реке Онон. У планиннским деловима речних токова од ендемичних врста риба пописан је само сом. Сва језера парка настањује 18 врста риба.

## Култура
Врх планине Алханај, чије подручје заузима Национални парк Алханај, један је од пет светих врхова северног будизма. Значајни број посетилаца у парку су ходочасници, а поред тога ово место посебно привлачи туристе и због минералних извора. У парку се налази велики камен са отвором у центру, кроз који ходочасници пролазе, верујући да ће тако бити излечени. На овом простору одвија се и неколико будистичких обреда одржаваних током читаве године од локалног будистичког духовног вође.
У парку се налази 16 природних култних локација, што доказује да је ово место било насељено и пре настанка будизма. Постоје древни пећински цртежи, пронађене су гробнице из 6. века п. н. е. и разне друге локације повезане са шаманским традицијама.

## Флора и фауна
На подручју националног парка налазе се три биљне зоне : шумска степска зона на најнижим надморским висина до 900 м, шумски појас који обухвата бор, кедар, као и шуме смрче и јела. На вишим надморским висинама налази се углавном ариш, који достиже висину само до два метра и благо је повијен због утицаја северно-западних ветрова који делују на овим надморским висинама.
У оквиру парка, студија из 1996. године идентификовала је 340 врста биљака, од којих се њих 180 користи у траварству, укључујући златни корен, Astragalus membranous, бајкалску капицу и многе друге. Неки ботаничари процењују да у парку има 700 врста биљака, али подручје још увек није у потпуности проучено.
Парк настањује и велики број птица, као што је тетреб у вишим грмовитим подручијима, пољска јаребица, детлић и Nucifraga columbiana у близини језера и зеба која настањује подручја на најнижим надморским висинама парка. Велики број врста ситних глодара привлачи и птице грабљивице, као што су сове, орлови, Circinae и супови. У мочварним подручијима налази се највећи број птица, укључујући и малог ждрала, патке и спрутке (врста Calidris pusilla).
У оквиру парка налази се и неколико заштићених зона за гуштере. Највећи сисари укључују мрког медведа, срну, вапита, јелена, риса и самура. На највишим надморским висинама парка пописан је и Сибирски мошусни јелен.